# Jared Taylor
Samuel Jared Taylor (Kobe, 15 de setembro de 1951) é um supremacista branco americano e editor da American Renaissance, uma revista on-line que defende essas opiniões e que foi fundada por Taylor em 1990.
Ele também é presidente da organização controladora da American Renaissance, a New Century Foundation, por meio da qual muitos de seus livros foram publicados. Ele é ex-membro do conselho consultivo do The Occidental Quarterly e ex-diretor do National Policy Institute, um think tank nacionalista branco com sede na Virgínia. Ele também é membro do conselho e porta-voz do Council of Conservative Citizens.
Taylor e muitas de suas organizações afiliadas são acusados de promover ideologias racistas por grupos de direitos civis, mídia de notícias e acadêmicos que estudam o racismo nos Estados Unidos.

## Início da vida e educação
Taylor nasceu em 15 de setembro de 1951, filho de pais missionários cristãos da Virgínia, em Kobe, Japão. Ele viveu no Japão até os 16 anos de idade e frequentou escolas japonesas até os 12 anos, tornando-se fluente em japonês.
Ele estudou na Universidade Yale, onde obteve o título de Bacharel em Filosofia em 1973. Em seguida, Taylor passou três anos na França e obteve o título de Mestre em Economia Internacional na Sciences Po em 1978. Durante um período que interrompeu seus anos de graduação e, posteriormente, de pós-graduação, ele trabalhou e viajou bastante pela África Ocidental, aperfeiçoando seu francês nas regiões francófonas do continente. Taylor é fluente em francês, japonês e inglês.

## Carreira
Taylor trabalhou como agente de empréstimos internacionais para a Manufacturers Hanover Corporation de 1978 a 1981 e como editor da Costa Oeste da PC Magazine de 1983 a 1988. Ele também lecionou japonês na Harvard Summer School e trabalhou como tradutor em tribunais.
Na década de 1980, na época do forte crescimento econômico do país, Taylor era visto como um "especialista em Japão" na grande mídia. Em 1983, ele publicou um livro bem recebido sobre a cultura e os costumes comerciais japoneses, intitulado Shadows of the Rising Sun: A Critical View of the Japanese Miracle. Embora criticasse certos aspectos da cultura japonesa, Taylor argumentou que a sociedade japonesa era mais bem-sucedida na solução de questões sociais do que a ocidental, com taxas de criminalidade mais baixas e um padrão de vida semelhante ou superior.
Em algum momento no início de seus trinta anos, Taylor reavaliou o ponto de vista liberal e cosmopolita comumente professado em seu ambiente de trabalho, do qual ele próprio havia compartilhado até então. Ele ficou profundamente convencido de que os seres humanos são tribais em natureza e sentimentos, e que diferem em talento, temperamento e capacidade. Em meados da década de 1980, ele desenvolveu um interesse nos campos emergentes da biologia evolutiva e da psicologia evolutiva, especialmente nos trabalhos controversos de Richard Lynn, J. Philippe Rushton e Helmuth Nyborg, e passou a acreditar que as diferenças entre os seres humanos são, em grande parte, de origem genética e, portanto, quase imutáveis. Todos os milagres sociais do Japão, segundo Taylor, em 1991, sob o pseudônimo Steven Howell, eram, pelo menos em parte, resultado da homogeneidade racial e cultural do Japão.
Em novembro de 1990, ele fundou e publicou a primeira edição da American Renaissance, um boletim informativo mensal baseado em assinaturas de supremacistas brancos. Ele criou a New Century Foundation em 1994 para ajudar na administração da American Renaissance. Muitos dos primeiros artigos foram escritos pelo próprio Taylor e tinham o objetivo de colocar a defesa racial branca em um nível intelectual mais elevado do que o discurso tradicional do klansman ou do skinhead branco que dominava a mídia na época. A revista deixou de ser publicada em 2012 para se concentrar em um formato de webzine diário.
Em 1992, Taylor publicou um livro intitulado Paved with Good Intentions, no qual critica o que considera ser a política insensata de bem-estar social que contribuiu para a situação econômica da classe baixa afro-americana. Ao contrário de muitos de seus artigos no American Renaissance, o trabalho evita o raciocínio baseado em genética devido ao receio de não conseguir publicá-lo se falasse sobre diferenças de QI. Em 1994, ele foi chamado pela equipe de defesa em um julgamento de assassinato de negros contra negros em Fort Worth, Texas, para dar testemunho de especialista sobre os aspectos raciais do caso. Antes de testemunhar no julgamento, Taylor, apresentado como "autor e especialista em relações raciais" pelo Washington Post, chamou os jovens negros de "as pessoas mais perigosas dos Estados Unidos" e acrescentou: "Isso deve ser levado em consideração ao julgar se era realista ou não que [o réu] pensasse que se tratava de uma situação de matar ou morrer".

## Pontos de vista
Taylor foi descrito como um nacionalista branco, supremacista branco e racista por grupos de direitos civis, mídia de notícias, acadêmicos que estudam o racismo nos EUA e outros. Taylor "rejeitou veementemente" ser chamado de racista e afirma que, em vez disso, ele é um "racialista que acredita no realismo racial". Ele também contestou o rótulo de supremacista branco, preferindo se descrever como um "defensor dos brancos" e afirma que suas opiniões sobre nacionalidade e raça são "moderadas, consensuais e totalmente consistentes com as opiniões da maioria dos grandes estadistas e presidentes do passado dos Estados Unidos".
A cobertura jornalística de Taylor o associou à alt-right.

### Raça

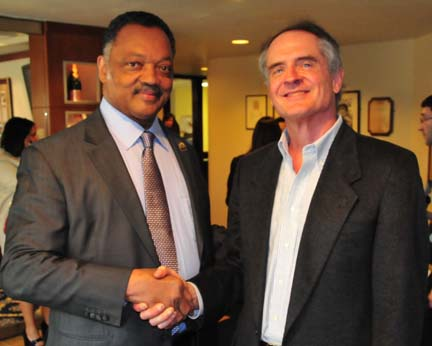
Jared Taylor e Jesse Jackson

Taylor é um defensor do racismo científico e da segregação racial voluntária. Taylor também afirma que existem diferenças raciais em termos de inteligência entre os vários grupos étnico-raciais do mundo. Taylor argumenta que os negros são, em geral, menos inteligentes que os hispânicos, enquanto os hispânicos são, em geral, menos inteligentes que os brancos, e os brancos são, em geral, menos inteligentes que os asiáticos: "Acho que os asiáticos são objetivamente superiores aos brancos em praticamente qualquer medida que se possa apresentar em termos de quais são os ingredientes para uma sociedade bem-sucedida. Isso não significa que eu queira que os Estados Unidos se tornem asiáticos. Acho que todo povo tem o direito de ser ele mesmo, e isso fica claro se estivermos falando de Irian Jaya ou do Tibete, por exemplo".
Taylor se descreve como um defensor dos interesses dos brancos. Ele afirma que sua publicação, American Renaissance, foi fundada para dar voz a essas preocupações e argumenta que seu trabalho é análogo ao de outros grupos que defendem interesses étnicos ou raciais. A American Renaissance, no entanto, foi descrita como uma publicação supremacista branca e um "fórum para escritores que menosprezam as habilidades das minorias". Na revista de 2005, ele declarou: "Negros e brancos são diferentes. Quando os negros são deixados inteiramente à própria sorte, a civilização ocidental - qualquer tipo de civilização - desaparece." Um artigo de 2005 no Pittsburgh Post-Gazette descreveu Taylor como "um racista disfarçado de especialista".
Taylor apresenta seu projeto segregacionista como baseado nas liberdades civis e na liberdade de associação, e descreveu a segregação imposta pelo governo como moralmente injusta. Ele acredita que todas as leis antidiscriminação "a partir da Lei dos Direitos Civis de 1964" são uma expansão inaceitável do poder federal. Taylor também se opõe às leis antimiscegenação por interferirem na liberdade de associação de cidadãos privados.
Taylor acredita que a sociedade americana multirracial está "fadada ao fracasso" e que os grupos não-brancos não devem constituir uma parte significativa da população americana, especialmente hispânicos, africanos, afro-caribenhos e do Oriente Médio, embora ele também inclua os asiáticos do norte, que ele tem em alta conta. Assim, ele apoia políticas de imigração que favoreceriam os imigrantes brancos em detrimento de outros grupos. Taylor disse: "Os brancos merecem uma pátria" e, quando questionado sobre as leis de imigração dos EUA aprovadas em 1965, sob a Lei Hart-Celler, disse que "os brancos estão cometendo um erro terrível ao colocar em movimento forças que os reduzirão a uma minoria".
Taylor apóia a teoria da conspiração do genocídio branco, e recebeu os Suidlanders em seu podcast AmRen para discutir o assunto, ao mesmo tempo em que incentivou doações para a organização sul-africana. Ele recomendou o livro Le Camp des Saints, de Jean Raspail, para seus seguidores.

### Atitude em relação ao antissemitismo
Taylor dá boas-vindas aos judeus em sua organização e vê os judeus americanos como aliados poderosos em potencial. Embora vários palestrantes de ascendência judaica tenham participado das convenções do American Renaissance, ele nunca procurou acolher ou expulsar vozes antissemitas. Essa posição gerou tensões com organizações antissemitas de extrema direita, que alegam que os judeus estão se infiltrando em seus movimentos. Em 2006, em uma convenção, houve um confronto entre o teórico da conspiração antissemita David Duke e Michael H. Hart, um astrofísico judeu que compartilhava muitas das ideias de Taylor. O The Forward relatou que Taylor "tem tentado desnazificar o movimento e ampliar o círculo nacionalista branco para incluir judeus de ascendência europeia. Mas, para muitos da extrema direita, tirar o ódio aos judeus do nacionalismo branco é como tirar Cristo do Natal - um sacrilégio."
O Southern Poverty Law Center (SPLC) comenta que Taylor é incomum entre a direita radical por "sua falta de antissemitismo". A acadêmica Elizabeth Bryant Morgenstern afirma que "ao contrário de muitos outros supremacistas brancos, Taylor não é antissemita e, de fato, incentiva os judeus a se juntarem à sua luta. (...) No entanto, muitos dentro do movimento supremacista branco/anti-imigração discordam de Taylor (...) e ele tem sofrido uma enorme pressão para romper os laços com a comunidade judaica".

### Donald Trump
Taylor apoiou a campanha presidencial de Donald Trump em 2016 e gravou chamadas automáticas para apoiar Trump antes do caucus de Iowa e das primárias de New Hampshire.
Taylor compareceu à posse de Trump com ingressos VIP na primeira fila, e descreveu o evento como "um sinal de aumento da consciência branca".
Um porta-voz disse à CNN que o candidato "rejeita todos os super PACs que oferecem seu apoio e continua a fazê-lo." Quando perguntado sobre os robocalls em uma entrevista à CNN, Trump respondeu: "Eu rejeitaria isso, mas vou lhe dizer que as pessoas estão extremamente irritadas."

## Influência
Madison Grant, autor de The Passing of the Great Race (1916), e Lothrop Stoddard, autor de The Rising Tide of Color (1920), cada um deles objeto de artigos comemorativos no American Renaissance, parecem ter influenciado ou reforçado a crença de Taylor em pátrias raciais separadas. Os conservadores sulistas Samuel Francis e Sam Dickson, que têm sido palestrantes regulares nas conferências do American Renaissance, também são citados como influentes nas opiniões de Taylor. De acordo com o acadêmico Russell Nieli, "a combinação do conservadorismo regional sulista e a experiência de Taylor de viver no Japão tiveram, sem dúvida, um efeito formativo em sua maneira de pensar sobre raça".
Na esperança de que seu projeto etnonacionalista se torne global, Taylor procurou, nos últimos anos, estabelecer relações com partidos populistas de direita radical na Europa, como o Reagrupamento Nacional da França, o UKIP da Grã-Bretanha, o Partido da Liberdade da Áustria, o Alternative für Deutschland da Alemanha e o Vlaams Belang de Flandres. Nieli observa que Taylor parece ter uma afinidade intelectual especial com o autor francês da Nouvelle Droite, Guillaume Faye, cujos livros foram resenhados favoravelmente por Taylor na American Renaissance; ambos acreditam que os brancos precisam se unir em uma luta mundial por sua sobrevivência racial, cultural e demográfica.
De acordo com Nieli, Taylor "pode muito bem ter sido tão importante para a estruturação da [direita radical americana] incipiente na década de 1990 quanto o falecido William F. Buckley Jr. foi nas décadas de 1950 e 1960 para a estruturação do conservadorismo americano pós-Segunda Guerra Mundial. O crescente movimento da Direita Alternativa nos Estados Unidos hoje deve muito aos esforços passados de Taylor."

## Recepção
O Southern Poverty Law Center descreve Taylor como "um apresentador cortês de ideias que a maioria descreveria como supremacista branco grosseiro - uma espécie de versão moderna do colonialista refinado, mas racista, de antigamente".
Mark Potok e Heidi Beirich, redatores do Intelligence Report (uma publicação do SPLC), escreveram que "Jared Taylor é a face cultivada e cosmopolita da supremacia branca. Ele é o cara que está fornecendo o peso intelectual, na verdade, para os klansmen modernos". Eles também declararam que "o American Renaissance tem se tornado cada vez mais importante ao longo dos anos, trazendo uma medida de intelectualismo e seriedade ao mundo da supremacia branca, tipicamente dominado por bandidos".
Em 18 de dezembro de 2017, sua conta (bem como a conta do American Renaissance) foi suspensa pelo Twitter, depois que o Twitter adotou novas regras que proíbem contas afiliadas à promoção da violência. Em fevereiro de 2018, Taylor entrou com uma ação contra o Twitter, alegando que a suspensão violou seu direito à liberdade de expressão. A ação de Taylor foi julgada improcedente e um tribunal de recursos manteve a improcedência, concordando que os serviços podem controlar o que é publicado em seus sites.
Em março de 2019, Taylor disse em seu site que havia sido banido do Espaço Schengen por dois anos por instigação da Polônia.